# Messa papale

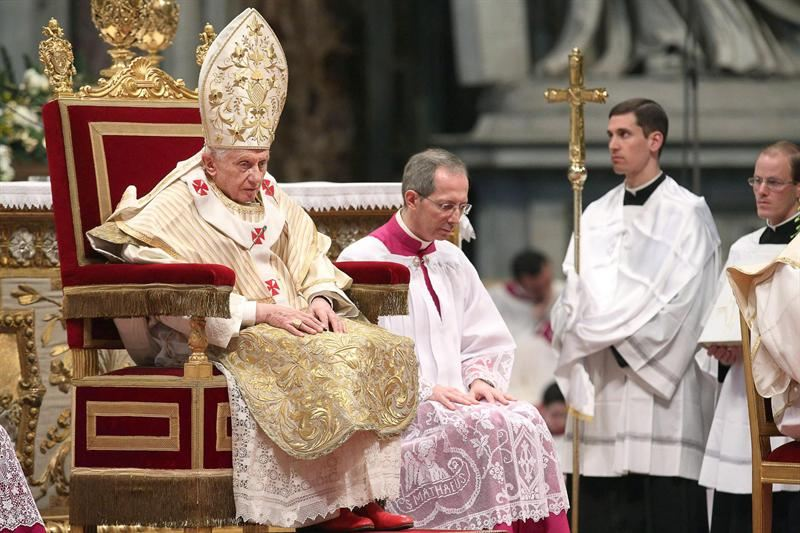
Papa Benedetto XVI durante la messa dell'Epifania del 2013, celebrata nella basilica di San Pietro. Il pontefice indossa la pianeta, il fanone papale, il pallio e la mitra

Una messa papale è una messa pontificale celebrata dal papa in persona.
Viene celebrata in occasioni solenni come l'incoronazione papale, ora sostituita dalla messa d'inizio del ministero petrino, un pronunciamento ex cathedra, la canonizzazione di un santo o in occasione di una festa solenne come Pasqua o Natale.
Fino agli anni sessanta del XX secolo, vi erano numerose cerimonie speciali che erano officiate dal papa, ma molte sono cadute in disuso, le ultime delle quali officiate durante il pontificato di papa Pio X e altre non più praticate dai tempi di papa Paolo VI.

## Cerimonie del passato
Quella che segue è una descrizione degli usi nei primi anni del XX secolo, prima delle riforme liturgiche dei papi Pio X e Paolo VI.

### Ministri assistenti
Nella messa papale il cardinale vescovo operava come assistente prete; questo onore spettava, nelle più solenni occasioni, al cardinale vescovo di Ostia, il decano del collegio cardinalizio. Due cardinali diaconi servivano come diaconi assistenti e uno come diacono ministrante assieme a un altro arcivescovo titolare. Un auditore della Sacra Rota serviva da suddiacono apostolico e un altro da suddiacono effettivo. Erano presenti anche un diacono e un suddiacono della Chiese di rito orientale in rappresentanza del rito bizantino. Altre posizioni erano occupate dagli assistenti al soglio pontificio, membri dei collegio prelatizio, eccetera.

### Paramenti sacri
Prima dell'inizio della cerimonia, il papa vestiva la falda (una particolare veste papale di seta bianca leggera con due strascichi: uno, di cinquanta centimetri, nella parte anteriore, che veniva retto da due protonotari o uditori del Tribunale della Rota Romana, e un secondo posteriore di un metro e venticinque centimetri, sorretto invece da due camerieri), amitto, camice, cingolo, croce pettorale, stola e un lunghissimo piviale noto come mantum (il manto papale). Infine, la tiara veniva posta sul capo del pontefice.

### Ingresso
Il solenne ingresso del papa nella basilica di San Pietro in Vaticano era accompagnato da una fanfara di trombe d'argento. La processione era aperta dai cardinali, vescovi, prelati e dai componenti della cappella pontificia, vestiti secondo il loro rango e seguendo il loro prescritto ordine di precedenza. Un portatore di turibolo e sette accoliti accompagnavano il crocifero e il suddiacono apostolico portava il Vangelo (funzione ora riservata ad un diacono). Alla fine della processione il papa entrava in basilica sulla sedia gestatoria e con due flabelli sui due lati, accompagnato dalle Guardie svizzere, nelle loro uniformi multicolori, e dai membri della nobiltà romana in alta uniforme. Un conopeo era a protezione del capo del papa. Due protonotari apostolici alzavano la falda mentre il papa scendeva dalla sedia gestatoria. Il decano della sacra Rota portava la mitra (la mitra pretiosa) e, infine, due patriarchi o arcivescovi portavano il libro e il candelabro rispettivamente.
Il papa era ricevuto sulla soglia dal cardinale prete e dai canonici della basilica di San Pietro. Si inginocchiava brevemente, su un faldistorio, per adorare il Santissimo Sacramento nella omonima cappella della basilica vaticana. Poi si recava al piccolo trono posto all'altare di San Gregorio per il canto dell'ora terza dell'ufficio divino, durante il quale riceveva l'obbedienza dei cardinali, vescovi e abati. Mentre venivano cantati i salmi dell'ora terza, leggeva le preghiere della disciplina eucaristica, durante le quali veniva calzato con coturni. Poi cantava la preghiera della terza ora.
Dopo la terza ora, venivano rimossi i paramenti esterni, lasciando solo falda, amitto, camice, cingolo. Il papa si lavava le mani e indossava i seguenti paramenti (in ordine), assistito dal diacono:
- succintorio;
- croce pettorale;
- fanone papale (pezzo inferiore e superiore) — un paramento diviso in due pezzi, indossato dal papa solo durante la solenne messa cantata, con i due pezzi collegati solo da un'asola centrale. Assomigliava a un capo spalla con strisce di argento e oro alternate;
- stola;
- tunicella;
- dalmatica;
- chiroteche;
- pianeta;
- pallio;
- mitra;
- anello del pescatore.

Non usava il pastorale o la bugia a questo punto. Dava poi una bacio di pace agli ultimi tre cardinali preti.

### La messa

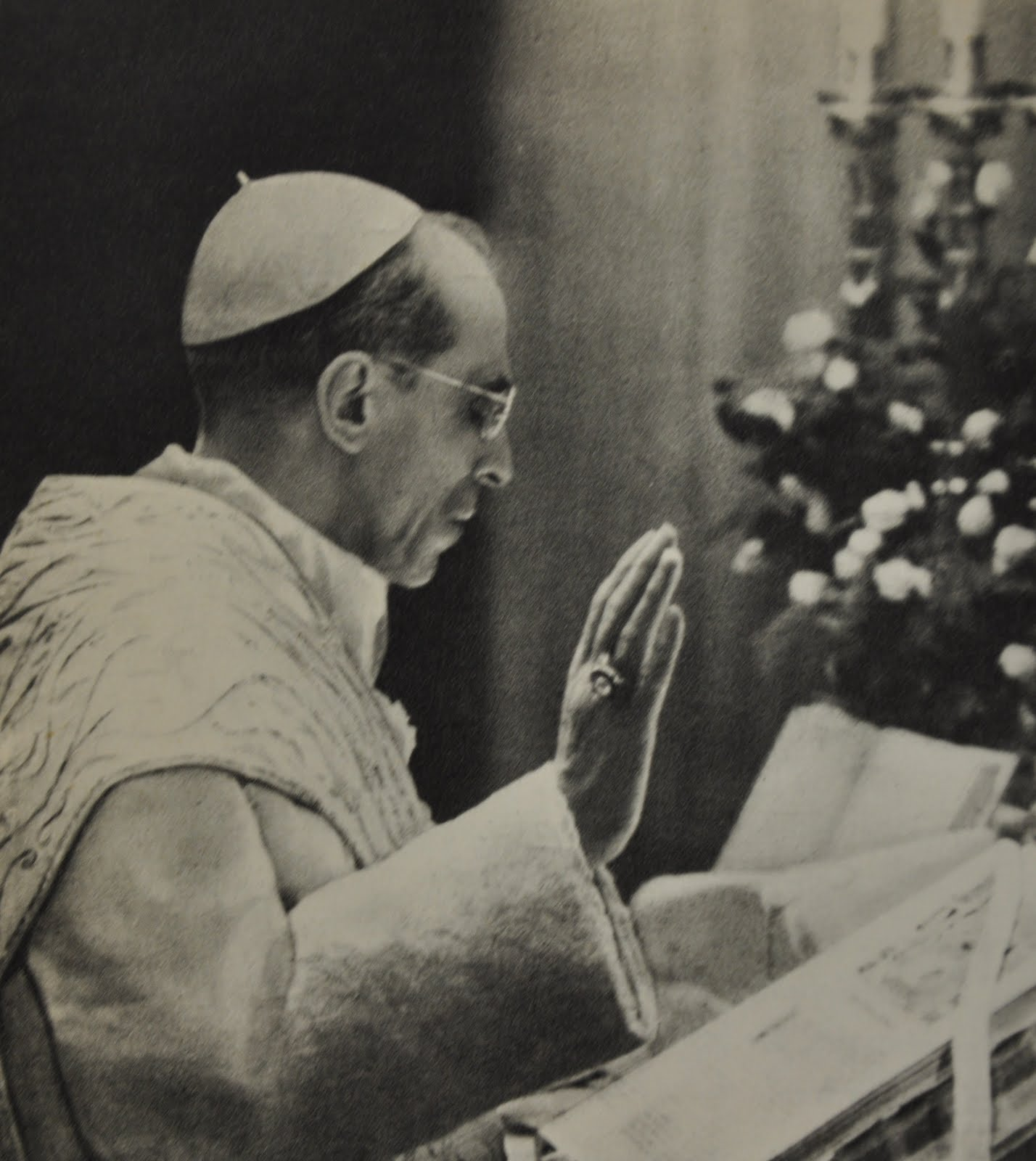
Papa Pio XII durante una celebrazione nella cappella privata dell'appartamento papale

La messa procedeva secondo l'ordine dei solenni pontificali con le seguenti differenze.
Al Confiteor, il cardinale vescovo si trovava alla destra del papa, il cardinale diacono a sinistra, con gli altri ministri dietro. Il papa indossava poi il  manipolo, un manipolo speciale intrecciato con fili rossi e oro, che simboleggiava l'unità dei riti occidentali della Chiesa cattolica occidentale ed orientale. In questo momento, in occasione della messa di solenne incoronazione, il papa siedeva sulla sedia gestatoria poggiata in terra guardando l'altare ed i tre cardinali vescovi più anziani recitavano di fronte al papa l'orazione super electum Pontificem. Terminata questa, il cardinale protodiacono imponeva al papa il pallio, inserendovi le acicule (a ricordo dei chiodi della crocifissione). Quindi, il papa saliva all'altare e, fatta l'infusione, lo incensava. Dopo la prima aspersione di incenso, il cardinale diacono baciava il papa sulla guancia e sul petto, quindi il pontefice si ritirava sul trono prima della Cattedra di San Pietro nell'abside.
Il decano dei diaconi indossava una mitra, seduto su un faldistorio davanti all'altare e di fronte al trono; il suddiacono apostolico, insieme con i ministri greci, era seduto sui gradini dell'altare mentre l'assistente vescovo e due diaconi assistenti rimanevano vicini al trono.
L'Epistola era cantata prima in latino dal suddiacono apostolico, poi in greco dal suddiacono di rito bizantino, seguendo il rituale della chiesa greca. Dopo l'epistola, i due suddiaconi si recavano insieme a baciare i piedi del papa. Allo stesso modo il Vangelo era cantato in latino dal cardinale diacono e poi in greco dal diacono di rito orientale. Il Vangelo latino era accompagnato da sette candele, il Vangelo greco da due. Dopo il Vangelo, entrambi i libri venivano portati al papa, che li baciava entrambi.
Mentre elevava l'ostia e il calice, il papa faceva un semicerchio verso l'Epistola e il Vangelo, rispettivamente, mentre le trombe della Guardia nobile suonavano la Silveri Symphony (elemento abolito nel 1970). Otto prelati tenevano dei ceri in occasione dell'elevazione, ma non veniva suonata la campanella in qualsiasi momento della messa papale.
Era consuetudine che parte del pane e del vino usato nella messa papale venissero consumati, per precauzione contro avvelenamenti o prodotti adulterati, dal sacrestano e dal coppiere, in presenza del papa, prima dell'offertorio e di nuovo prima della recita del Pater noster, in una breve cerimonia chiamata praegustatio.

### La Comunione
Dopo il bacio della pace al prete e al diacono assistente, il papa si dirigeva verso la cattedra, e lì riceveva, all'impiedi, la Comunione.
Il maestro di cerimonie poneva un asterisco a dodici raggi sulla patena, per coprire l'ostia. Il cardinale diacono elevava la patena all'altezza della sua fronte, in modo da poter essere visto sia dal popolo sia dal papa. Quindi metteva la patena nelle mani del suddiacono, che era stato coperto da un velo riccamente ricamato noto come linteum pectorale in modo che il suddiacono potesse portarla al papa assiso in trono. Il diacono elevava poi il calice nello stesso modo in cui aveva fatto con la patena, il cerimoniere copriva il calice con un panno ricamato e il diacono lo portava al trono. Il papa consumava la parte più piccola dell'ostia e beveva dal calice d'oro attraverso un tubo sottile chiamato fistula. Poi divideva il resto dell'ostia, che dava per la comunione al diacono e al suddiacono; il diacono si alzava per ricevere la comunione e il suddiacono si inginocchiava. Poi entrambi baciavano l'anello del papa, che dava loro il bacio della pace. Solo questi tre officianti ricevevano la comunione.

### Dopo la Comunione
Dopo la comunione, il papa riceveva il vino della purificazione da un altro calice e purificava le sue dita in una coppa. Il diacono e il suddiacono, tornati verso l'altare, bevevano dal calice attraverso la fistula, il suddiacono consumava la particola dell'ostia nel calice ed entrambi consumavano il vino e l'acqua utilizzati nella purificazione del calice.
Il papa tornava quindi all'altare per terminare la messa. Dopo la benedizione, il vicario parrocchiale della messa, pubblicava un'indulgenza plenaria per tutti i presenti. Alla fine dell'"ultimo Vangelo" (in genere versetti del Vangelo, Giovanni 1: 1-14), il papa risaliva sulla sedia gestatoria, indossava la tiara e ritornava come all'inizio della messa.

## In epoca moderna

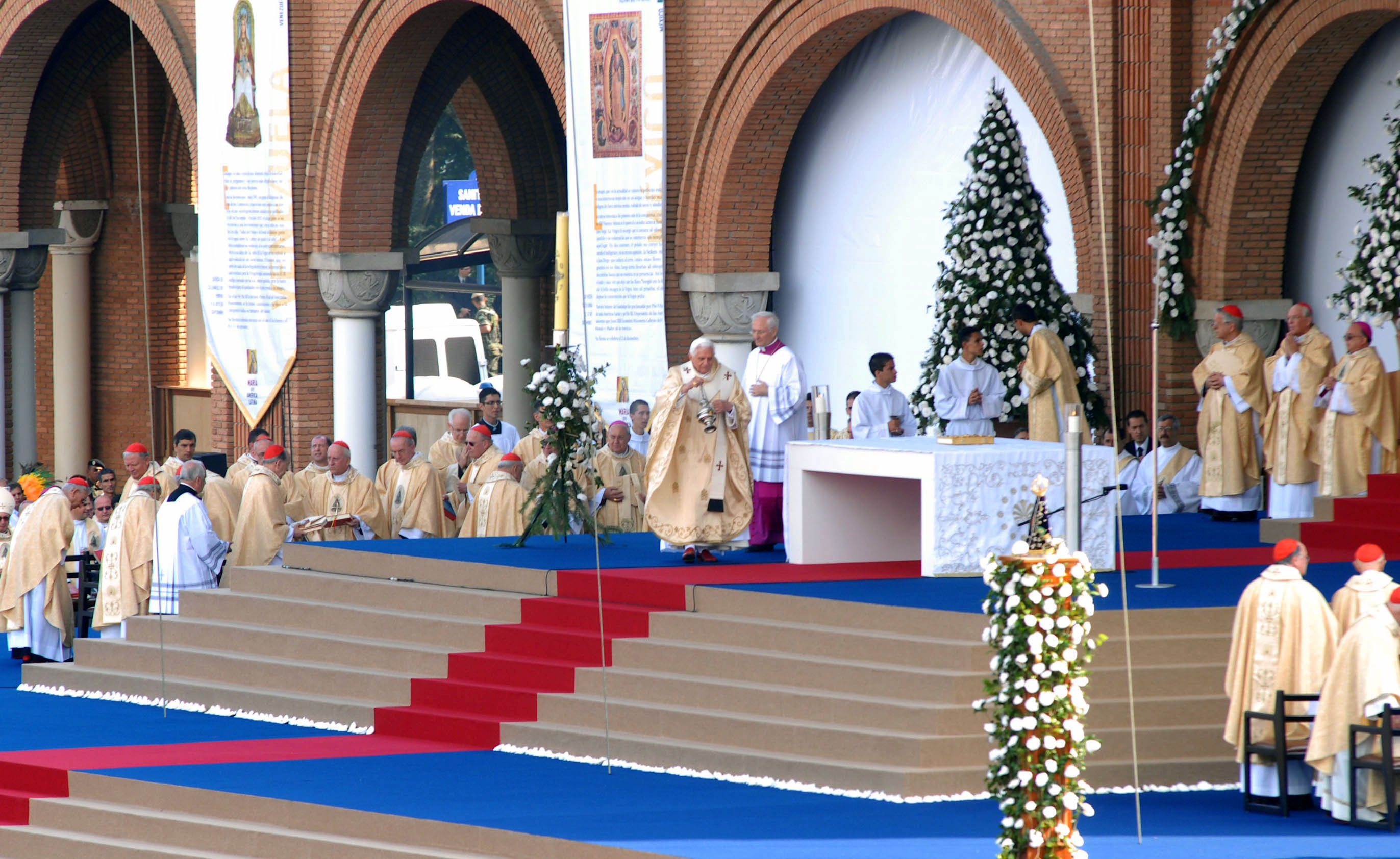
Papa Benedetto XVI durante la messa celebrata, il 13 maggio 2007, nello spiazzale di fronte alla basilica di Nostra Signora Aparecida, Brasile, in occasione del suo sesto viaggio apostolico

L'intero cerimoniale descritto sopra non viene più utilizzato in quanto, all'inizio del pontificato di papa Paolo VI, il papa decise di abolire molti degli uffici della corte pontificia, in precedenza richiesti per la celebrazione della messa papale.
Poco dopo la sua incoronazione, papa Paolo VI pose fine all'uso della tiara e interruppe l'uso di molti elementi dell'abbigliamento tradizionale del papa, comprese le pantofole e i guanti papali. Tuttavia adottò una forma peculiare di ferula papale, in colore argento, spesso utilizzata da papa Giovanni Paolo II. Papa Benedetto XVI adottò invece una ferula cruciforme dorata con al centro una figura dell'Agnello di Dio.
L'usanza di cantare il Vangelo in greco, da un diacono greco-cattolico, è ancora praticata in alcune occasioni.
Il latino è utilizzato per la maggior parte delle messe papali a Roma, ma localmente viene utilizzata la lingua locale, sempre più frequentemente negli ultimi decenni, soprattutto quando il papa è all'estero. Tuttavia, negli ultimi anni del suo pontificato, papa Benedetto XVI utilizzò sempre la preghiera eucaristica in latino della messa che celebrava quando si trovava all'estero. Con papa Francesco, in diverse messe papali, in piazza San Pietro, è stata utilizzata la lingua italiana. Nella messa della domenica delle palme del 2014, il latino è stato utilizzato solo per le letture e alcune delle risposte, mentre l'anno seguente la messa è stata celebrata, per la prima volta, interamente in italiano. 

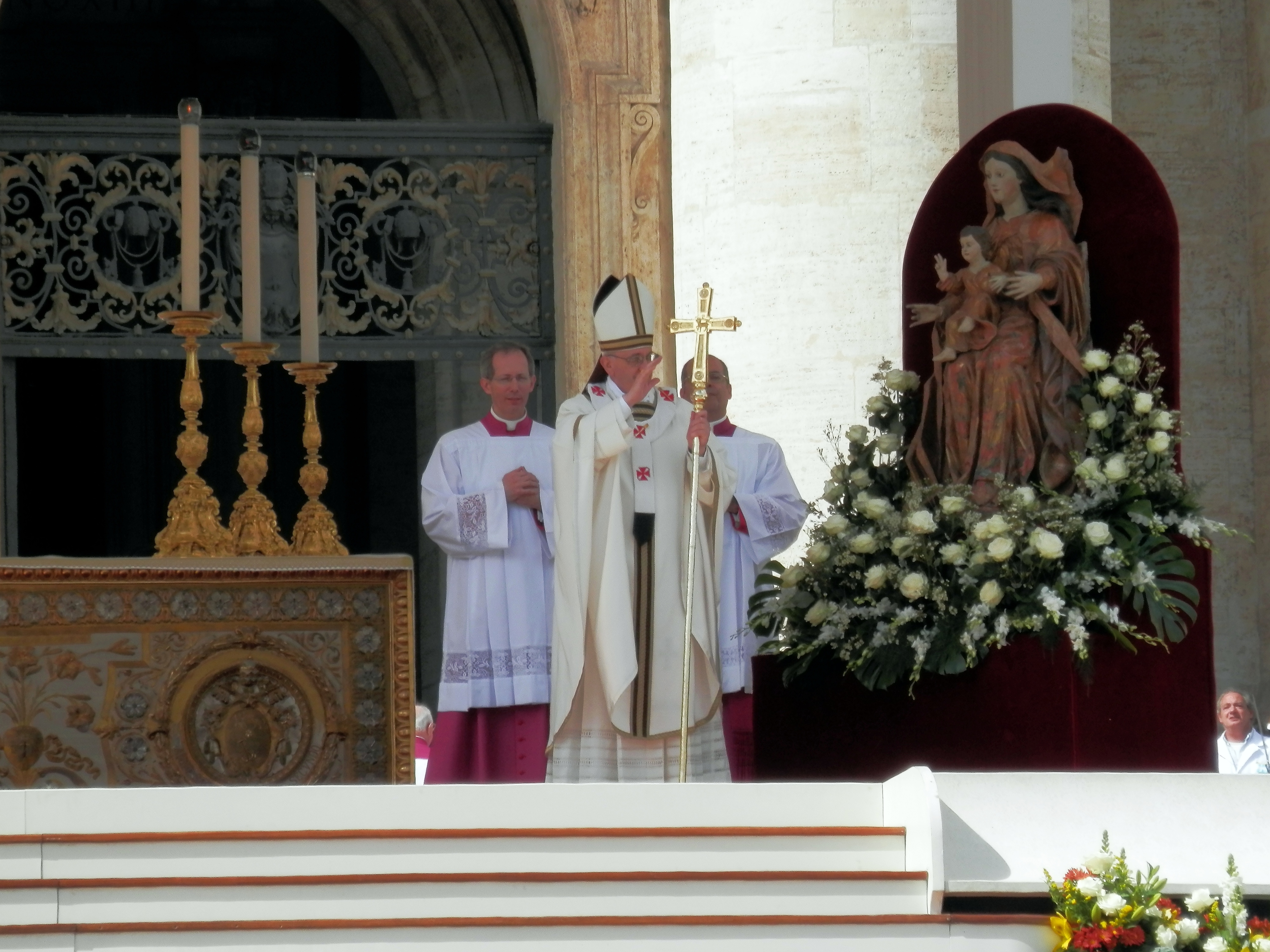
Papa Francesco durante la messa di inizio del pontificato (19 marzo 2013)

Anticamente, nelle messe papali, solo il papa, il diacono e il suddiacono ricevevano la Santa Comunione. Nelle messe papali moderne molti la ricevono, alcuni direttamente dal papa stesso.
È diventata consuetudine, per il papa, celebrare la messa negli stadi o in palazzetti dello sport all'estero, in modo da accogliere un maggior numero di fedeli. È pratica corrente celebrare anche alcune messe in piazza San Pietro. Tuttavia, molto più spesso, le messe papali celebrate nella Città del Vaticano si svolgono all'interno della basilica di San Pietro. Queste messe, con partecipanti giunti da molti paesi, puntano all'universalità della fede cattolica romana. Le intenzioni della preghiera universale sono dette in una varietà di lingue vernacolari, mentre l'invocazione è cantata in latino. Le messe di mezzanotte a Natale hanno luogo normalmente all'interno della basilica di San Pietro e sono trasmesse in tutto il mondo.
Dopo la fine del Concilio Vaticano II, molte delle cerimonie speciali e dei paramenti usati nelle messe papali furono gradualmente eliminati. Papa Benedetto XVI riprese alcune di queste tradizioni. Un esempio è l'esecuzione dell'inno pontificio da parte di una banda di ottoni dalla loggia interna della basilica di San Pietro, per annunciare l'arrivo del papa, seguito dal canto del Tu es Petrus da parte del coro della Cappella Sistina al momento opportuno.